# Тимор
Тимор (на индонезийски: Pulau Timor) е остров в южния част на Малайския архипелаг, най-големия от малките Зондски острови. Той е разделен между независимата държава Източен Тимор и индонезийския Западен Тимор, част от провинция Източни Малки Зондски острови. Територията на острова е 30 777 km² и има население от около 3 182 693 души към 2014 г. Името Тимор произлиза от тимур, което на малайски език значи „изток“; островът е наречен така, защото се намира на източния край на верига от острови.

## География

### Географско положение, граници, брегове
Остров Тимор се простира от запад-югозапад на изток-североизток на протежение от 490 km и ширина до 100 km (на югозапад). На юг бреговете му се мият от водите на Тиморско море, на северозапад – от водите на море Саву, а на север – от водите на море Банда. На 550 km югоизточно от него се намират най-северните части на Австралия, на югозапад са островите Семау и роти, на север – о-вите Солор, о-вите Алор и остров ветар от архипелага Барат-Дая, а на североизток – о-вите Лети. Бреговете му са слабо разчленени, като най-големия залив и пристанище е Купанг.

### Релеф, геоложки строеж
Релефът на Тимор е предимно планински. Най-високата точка на острова е връх Татамайлау 2963 m, разположена в централната му част, на територията на Източен Тимор. В индонезийската част вай-високата точка е връх Мутис 2427 m. На острова няма действащи вулкани, но има няколко угаснали и множество кални вулкани. Тимор е част от островна дъга, издигната от сблъскването с континента Австралия. Тимор има по-стар геоложки произход и няма вулканичен произход като северните съседни острови. ориентацията на главната му ос също се различава от останалите острови в групата. Тези характерни черти са обяснени като резултат от това, че островът образува северния ръб на Индо-Австралийската плоча там, където тя се среща с Евразийската плоча.

### Климат, флора, фауна
Климатът на Тимор е субекваториален, мусонен. Температурата на въздуха по крайбрежието целогодишно е 25 – 27°С, а годишната сума на валежите около 1500 mm. Има сух и влажен сезон, като сухия сезон е през зимата (от май до ноември) на Южното полукълбо.
Тимор и околните острови представляват екорегион на широколистни гори. Естествената растителност е представена от тропически сухи широколистни гори с храсти и треви, които поддържат богат животински свят. Екорегионът е част от областта Уоласеа, включваща смесица от растения и животни както от Азия, така и от Австралазия. Преобладават азиатските видове. Много от дърветата са листопадни или частично листопадни, като листата им падат през сухия сезон. Срещат се и вечнозелени дървета. Типични дървесни видове, срещащи се в по-ниските части, са Sterculia foetida, Calophyllum teysmannii и Aleurites moluccanus.
През плейстоцен Тимор е местообитание на изчезнали гигантски варани, подобни на комодските. Освен това той е бил обитаван и от стегодони. Днешната му фауна включва редица ендемични видове, като например Crocidura tenuis и Rattus timorensis. Среща се и сив кускус, който е с австралийски произход, но се счита за интродуциран. На острова живеят голям брой птици, главно с азиатски произход. Преброени са общо 250 вида, от които 24 са ендемични, а 5 са застрашени от изчезване: черна кукувича гугутка, Alopecoenas hoedtii, Treron psittaceus, Ducula cineracea и Psitteuteles iris. Във водите се срещат соленоводни крокодили, докато мрежести питони се срещат в горите и тревистите области на острова. Големината на популациите им са неизвестни. Сред жабешките видове в Тимор се открояват: Duttaphrynus melanostictus, Hoplobatrachus tigerinus, Limnonectes timorensis, Litoria everetti и Polypedates leucomystax.
Намерените вкаменелости от късна креда показват, че тук са жители мозазаврови, ламнообразни акули и други древни видове.
Най-големите градове на острова са Купанг в западната част (част от Индонезия) и португалските колониални градове в източната част Дили (столица на Източен Тимор) и Баукау. Лошата пътна инфраструктура правят транспорта във вътрешността на острова трудно начинание, особено в Източен Тимор. Източен Тимор е все още развиваща се страна. Основните приходи на острова идват от петрола и природния газ в околното Тиморско море, отглеждането на кафе, кокосова палма, ориз, царевица и туризма.

## История
Основното население на Тимор се образува от народите, говорещи на индонезийски езици (атони, тетуми, мамбаи, тукудеде и др.). Част от коренните жители (маре, или бунаки, макасаи, дагода и др.) говорят на езици, близки до папуаските. На острова живеят малко число португалци и китайци. По релия коренното население се поделя на католици и привърженици на традиционните култури и вярвания.
Най-ранните исторически сведения за Тимор датират от 14 век, когато той попада в територията на държавата Маджапахит. Тимор е част от древните явански, китайски и индийски търговски мрежи по това време, като от него се изнася ароматното сандалово дърво, роби, пчелен мед и восък. Към края на 16 век източната му част е колонизирана от Португалската империя, а западната му част – от Нидерландия.
Бидейки най-близкият европейски остров по това време, Тимор е дестинацията на Уилям Блай и лоялните нему моряци след злощастния метеж на кораба „Баунти“ през 1789 г. Също така на острова през 1791 г. се озовават оцелелите моряци след корабокрушението на кораба „Пандора“ в Големия бариерен риф, изпратен за да се арестуват бунтовниците от „Баунти“.
Островът е политически разделен на две части в продължение на векове. Холандците и португалците се борят за власт над острова, когато на 1859 г. той е поделен по силата на договор, макар границата да е начертана едва през 1912 г. Западен Тимор, познат под името Холандски Тимор до 1949 г., когато става Индонезийски Тимор, е част от Индонезия, наследена от бившата Нидерландска Индия, докато Източен Тимор, познат под името Португалски Тимор до 1975 г., е независима държава от 2002 г. Тази млада държава разполага с ексклав – Окуси, който се намира в западната част на острова.
В периода 1942 – 1945 г. островът е окупиран от Японската империя. Те, обаче, срещат съпротива чрез партизанска война, водена първоначално от австралийски командоси. След Революцията на карамфилите в Португалия през 1974 г., португалците се изтеглят от Тимор, но последвалите вътрешни размирици и страх от комунистическа власт водят до нахлуване от страна на Индонезия, която се противопоставя на идеята за независим Източен Тимор. На следващата година Източен Тимор е окупиран от Индонезия и инкорпориран като 27-а провинция, макар това действие никога да не е зачетено като легитимно от ООН.
Източнотиморците водят непрекъсната партизанска война с индонезийските сили, когато през 1999 г. е проведен референдум по силата на спонсорирано от ООН споразумение между Индонезия и Португалия. Източен Тимор отказва предложението за автономия в рамките на Индонезия. След това ООН временно управлява Източен Тимор до независимостта на страната през 2002 г. и встъпването в длъжност на президента Шанана Гушмау.